# Viva Seifert

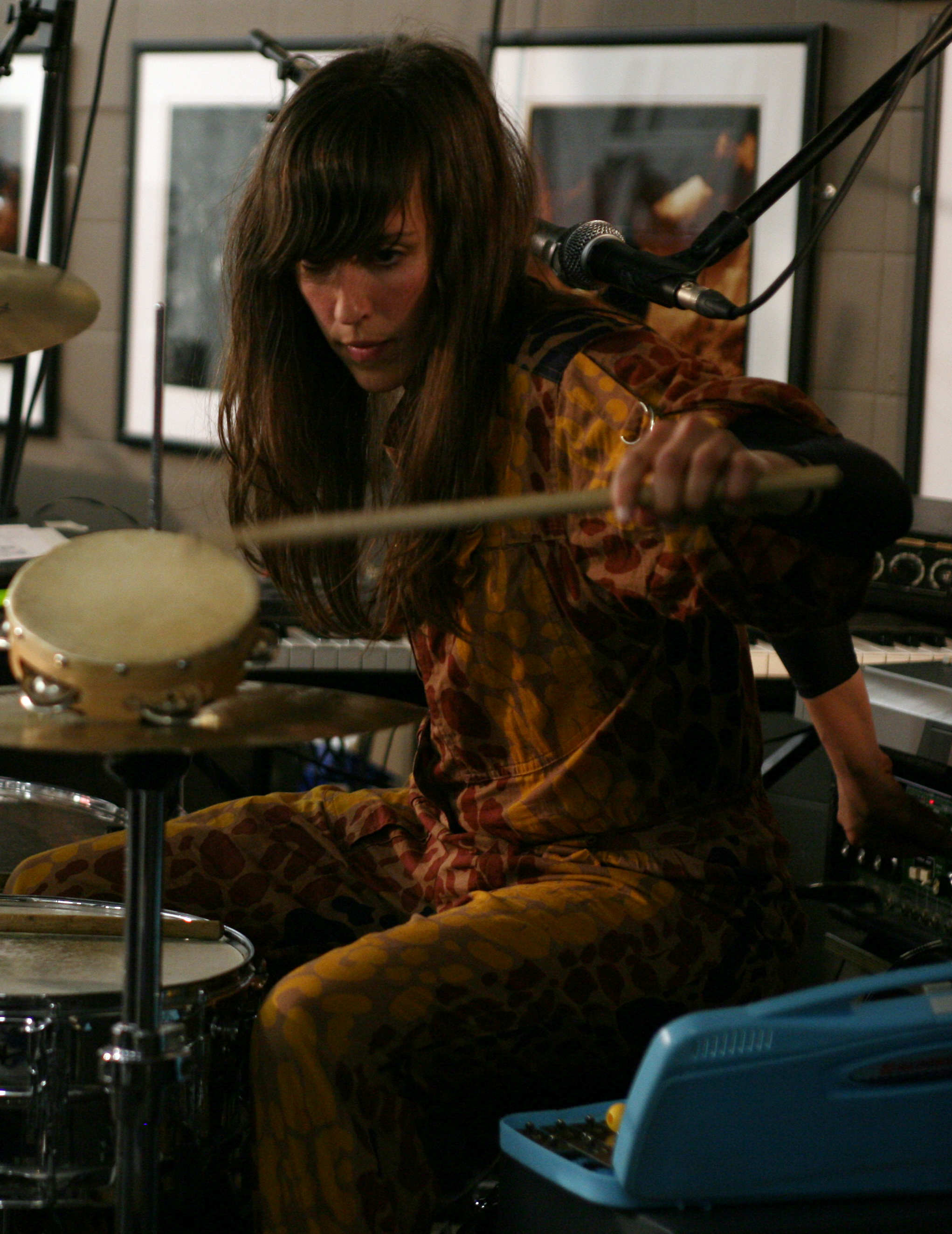
Viva Seifert (2009)

Viva Seifert (* 15. April 1972 in London) ist eine britische Turnerin und Musikerin. Sie nahm 1992 in der Rhythmischen Sportgymnastik an den Olympischen Spielen in Barcelona teil.

## Leben und Karriere
Viva Seifert nahm als Turnerin 1988, 1990 und 1992 an den Europameisterschaften der Rhythmischen Sportgymnastik teil. 1990 errang sie bei den Commonwealth Games in den Disziplinen Reifen und Band jeweils eine Bronzemedaille und erreichte den vierten Gesamtrang. 1992 nahm Seifert an den Olympischen Sommerspielen teil und erzielte dabei den 29. Platz.
Nachdem Seifert ihre Karriere als Turnerin beendet hatte, spielte sie zunächst als Pianistin und Gitarristin mit ihrem Bruder Joe in der Band Bikini Atoll. Als sich die Band auflöste, gründeten die beiden die Formation Joe Gideon & the Shark.
Seifert spielte in dem 2015 erschienenen interaktiven Film Her Story die Rolle der Hannah Smith. Für ihre Leistung wurde sie mit dem Game Award in der Kategorie Best Performance ausgezeichnet.